# 요르비크
요르비크(고대 노르드어: Jórvík)는 노섬브리아 남부(오늘날의 요크셔)가 9세기 말에서 10세기 상반기까지 노르드인의 지배를 받았을 시절을 가리키는 말이다.
노르드인들은 875년부터 노섬브리아를 지배했다. 이후 927년부터 잉글랜드의 공격을 받아 954년 멸망하였다. 요르비크는 바다 건너 아일랜드 섬에 역시 바이킹들이 세운 더블린 왕국과 밀접한 관계가 있었다.